# Harry Jacob Anslinger
Harry Jacob Anslinger (20 de Maio de 1892 - 14 de Novembro de 1975) foi um Comissário do serviço de Narcóticos dos Estados Unidos, cargo criado durante a gestão do presidente Herbert Clark Hoover (republicano, ex-secretário do comércio).
Harry J. Anslinger se tornou comissário do serviço de narcóticos em 12 de agosto de 1930 (quando o cargo foi criado), com 38 anos, e continuou no cargo até o ano de 1962 (passado pela gestão de Franklin D. Roosevelt, Harry S. Truman e Dwight D. Eisenhower). Conhecido apenas por enfatizar a proibição da maconha no país por motivos economicos, já que a cannabis e seu derivado, o canhamo, estavam derrubando a industria do papel, pois serviam de matéria prima mais barata do que a das madeireiras. Sendo assim, Anslinger movido por interesse próprio e de seus amigos em variadas indústrias como Hearst, DuPont, etc,  começou sua longa cruzada contra a
maconha.
A Conferencia da Maconha foi realizada em 5 de dezembro de 1938, onde Anslinger convocou o departamento de tesouro americano assim como médicos renomados do país, para formar opiniões sobre a legalidade e a viabilidade do comércio do cãnhamo.
Em 1920, sob pressão de grupos religiosos protestantes, os Estados Unidos decretaram a proibição da produção e da comercialização de bebidas alcoólicas. Era a Lei Seca, que durou até 1933. Foi aí que Henry Anslinger surgiu na vida pública americana – reprimindo o tráfico de rum que vinha das Bahamas. Foi aí, também, que a maconha entrou na vida de muita gente – e não só dos mexicanos. “A proibição do álcool foi o estopim para o ‘boom’ da maconha”, afirma o historiador inglês Richard Davenport-Hines, especialista na história dos narcóticos, em seu livro The Pursuit of Oblivion (A busca do esquecimento, ainda sem versão para o Brasil). “Na medida em que ficou mais difícil obter bebidas alcoólicas e elas ficaram mais caras e piores, pequenos cafés que vendiam maconha começaram a proliferar”, escreveu.
Anslinger foi promovido a chefe da Divisão de Controle Estrangeiro do Comitê de Proibição e sua tarefa era cuidar do contrabando de bebidas. Foi nessa época que ele percebeu o clima de antipatia contra a maconha que tomava a nação. Clima esse que só piorou com a quebra da Bolsa, em 1929, que afundou a nação numa recessão. No sul do país, corria o boato de que a droga dava força sobre-humana aos mexicanos, o que seria uma vantagem injusta na disputa pelos escassos empregos. A isso se somavam insinuações de que a droga induzia ao sexo promíscuo (muitos mexicanos talvez tivessem mais parceiros que um americano puritano médio, mas isso não tem nada a ver com a maconha) e ao crime (com a crise, a criminalidade aumentou entre os mexicanos pobres, mas a maconha é inocente disso). Baseados nesses boatos, vários Estados começaram a proibir a substância. Nessa época, a maconha virou a droga de escolha dos músicos de jazz, que afirmavam ficar mais criativos depois de fumar.
Anslinger agarrou-se firme à bandeira proibicionista, batalhou para divulgar os mitos antimaconha e, em 1930, quando o governo, preocupado com a cocaína e o ópio, criou o FBN (Federal Bureau of Narcotics, um escritório nos moldes do FBI para lidar com drogas), ele articulou para chefiá-lo. De repente, de um cargo burocrático obscuro, Anslinger passou a ser o responsável pela política de drogas do país. E quanto mais substâncias fossem proibidas, mais poder ele teria.
Mas é improvável que a cruzada fosse motivada apenas pela sede de poder. Outros interesses devem ter pesado. Anslinger era casado com a sobrinha de Andrew W. Mellon, dono da gigante petrolífera Gulf Oil e um dos principais investidores da igualmente gigante Du Pont. “A Du Pont foi uma das maiores responsáveis por orquestrar a destruição da indústria do cânhamo”, afirma o escritor Jack Herer, em seu livro The Emperor Wears No Clothes (O imperador está nu, ainda sem tradução). Nos anos 20, a empresa estava desenvolvendo vários produtos a partir do petróleo: aditivos para combustíveis, plásticos, fibras sintéticas como o náilon e processos químicos para a fabricação de papel feito de madeira. Esses produtos tinham uma coisa em comum: disputavam o mercado com o cânhamo.
Seria um empurrão considerável para a nascente indústria de sintéticos se as imensas lavouras de cannabis fossem destruídas, tirando a fibra do cânhamo e o óleo da semente do mercado. “A maconha foi proibida por interesses econômicos, especialmente para abrir o mercado das fibras naturais para o náilon”, afirma o jurista Wálter Maierovitch, especialista em tráfico de entorpecentes e ex-secretário nacional antidrogas.
Anslinger tinha um aliado poderoso na guerra contra a maconha: William Randolph Hearst, dono de uma imensa rede de jornais. Hearst era a pessoa mais influente dos Estados Unidos. Milionário, comandava suas empresas de um castelo monumental na Califórnia, onde recebia artistas de Hollywood para passear pelo zoológico particular ou dar braçadas na piscina coberta adornada com estátuas gregas. Foi nele que Orson Welles se inspirou para criar o protagonista do filme Cidadão Kane. Hearst sabidamente odiava mexicanos. Parte desse ódio talvez se devesse ao fato de que, durante a Revolução Mexicana de 1910, as tropas de Pancho Villa (que, aliás, faziam uso freqüente de maconha) desapropriaram uma enorme propriedade sua. Sim, Hearst era dono de terras e as usava para plantar eucaliptos e outras árvores para produzir papel. Ou seja, ele também tinha interesse em que a maconha americana fosse destruída – levando com ela a indústria de papel de cânhamo.
Hearst iniciou, nos anos 30, uma intensa campanha contra a maconha. Seus jornais passaram a publicar seguidas matérias sobre a droga, às vezes afirmando que a maconha fazia os mexicanos estuprarem mulheres brancas, outras noticiando que 60% dos crimes eram cometidos sob efeito da droga (um número tirado sabe-se lá de onde). Nessa época, surgiu a história de que o fumo mata neurônios, um mito repetido até hoje. Foi Hearst que, se não inventou, ao menos popularizou o nome marijuana (ele queria uma palavra que soasse bem hispânica, para permitir a associação direta entre a droga e os mexicanos). Anslinger era presença constante nos jornais de Hearst, onde contava suas histórias de terror. A opinião pública ficou apavorada. Em 1937, Anslinger foi ao Congresso dizer que, sob o efeito da maconha, “algumas pessoas embarcam numa raiva delirante e cometem crimes violentos”.
Os deputados votaram pela proibição do cultivo, da venda e do uso da cannabis, sem levar em conta as pesquisas que afirmavam que a substância era segura. Proibiu-se não apenas a droga, mas a planta. O homem simplesmente cassou o direito da espécie Cannabis de existir.
Anslinger também atuou internacionalmente. Criou uma rede de espiões e passou a freqüentar as reuniões da Liga das Nações, antecessora da ONU, propondo tratados cada vez mais duros para reprimir o tráfico internacional. Também começou a encontrar líderes de vários países e a levar a eles os mesmos argumentos aterrorizantes que funcionaram com os americanos. Não foi difícil convencer os governos – já na década de 20 o Brasil adotava leis federais antimaconha. A Europa também embarcou na onda proibicionista.
“A proibição das drogas serve aos governos porque é uma forma de controle social das minorias”, diz o cientista político Thiago Rodrigues, pesquisador do Núcleo de Estudos Interdisciplinares sobre Psicoativos. Funciona assim: maconha é coisa de mexicano, mexicanos são uma classe incômoda. “Como não é possível proibir alguém de ser mexicano, proíbe-se algo que seja típico dessa etnia”, diz Thiago. Assim, é possível manter sob controle todos os mexicanos – eles estarão sempre ameaçados de cadeia. Por isso a proibição da maconha fez tanto sucesso no mundo. O governo brasileiro achou ótimo mais esse instrumento para manter os negros sob controle. Os europeus também adoraram poder enquadrar seus imigrantes.
A proibição foi virando uma forma de controle internacional por parte dos Estados Unidos, especialmente depois de 1961, quando uma convenção da ONU determinou que as drogas são ruins para a saúde e o bem-estar da humanidade e, portanto, eram necessárias ações coordenadas e universais para reprimir seu uso. “Isso abriu espaço para intervenções militares americanas”, diz Maierovitch. “Virou um pretexto oportuno para que os americanos possam entrar em outros países e exercer os seus interesses econômicos.”
Estava erguida uma estrutura mundial interessada em manter as drogas na ilegalidade, a maconha entre elas. Um ano depois, em 1962, o presidente John Kennedy demitiu Anslinger – depois de nada menos que 32 anos à frente do FBN. Um grupo formado para analisar os efeitos da droga concluiu que os riscos da maconha estavam sendo exagerados e que a tese de que ela levava a drogas mais pesadas era furada. Mas não veio a descriminalização. Pelo contrário. O presidente Richard Nixon endureceu mais a lei, declarou “guerra às drogas” e criou o DEA (em português, Escritório de Coação das Drogas), um órgão ainda mais poderoso que o FBN, porque, além de definir políticas, tem poder de polícia.